# حاجی‌آباد املاک
حاجی‌آباد املاک، روستایی از توابع بخش مرکزی شهرستان پاکدشت در استان تهران ایران است.

## جمعیت
این روستا در دهستان فرون آباد قرار دارد و براساس سرشماری مرکز آمار ایران در سال ۱۳۸۵، جمعیت آن ۶۸۶ نفر (۱۷۳خانوار) بوده‌است.